# 刘嘉 (广阳王)
刘嘉（？—？），汉武帝刘彻后裔，燕剌王刘旦的玄孙，广阳思王刘璜之子，西汉宗室。
建平四年（前3年），刘嘉承袭为广阳王，王莽建立新朝后，刘嘉被贬为公爵，次年爵位被废除。刘嘉因献上符瑞，王莽封其为扶美侯，赐姓王。

## 儿子
- 刘接

| 前任： 思王劉璜 | 西漢廣陽王 前3年－8年在位 | 繼任： 無 |